# Blaydon (circonscription du Parlement britannique)

Carte de la circonscription de Blaydon

La circonscription de Blaydon  est une circonscription située dans le Tyne and Wear et représentée à la Chambre des communes du Parlement britannique.